# Cuthonella punicea
Cuthonella punicea (Millen, 1986) è  un mollusco nudibranco della famiglia Cuthonellidae.

## Distribuzione e habitat
Questa specie è stata descritta in Columbia Britannica, in Canada.